# Ханс Мулчер
Ханс Мулчер (рођен око 1400. године, умро 1457) је немачки ренесансни сликар и вајар.
Потиче из немачке школе у Улму. Као млад је посетио Холандију и Бургундију. Он је развијао реалистичку тенденцију у немачком сликарству заједно са Конрадом Вицом.
Био је љубитељ јаке пластике и рељефности. Често је користио златну позадину карактеристичну за традиционалну византијску уметност. Доста труда улагао је на детаље тако да је успевао да компонује занимљиве слике сачињене од свакодневних физиономија. Једно од најпознатијих дела му је "Христ пред Пилатом".